# Boone (North Carolina)

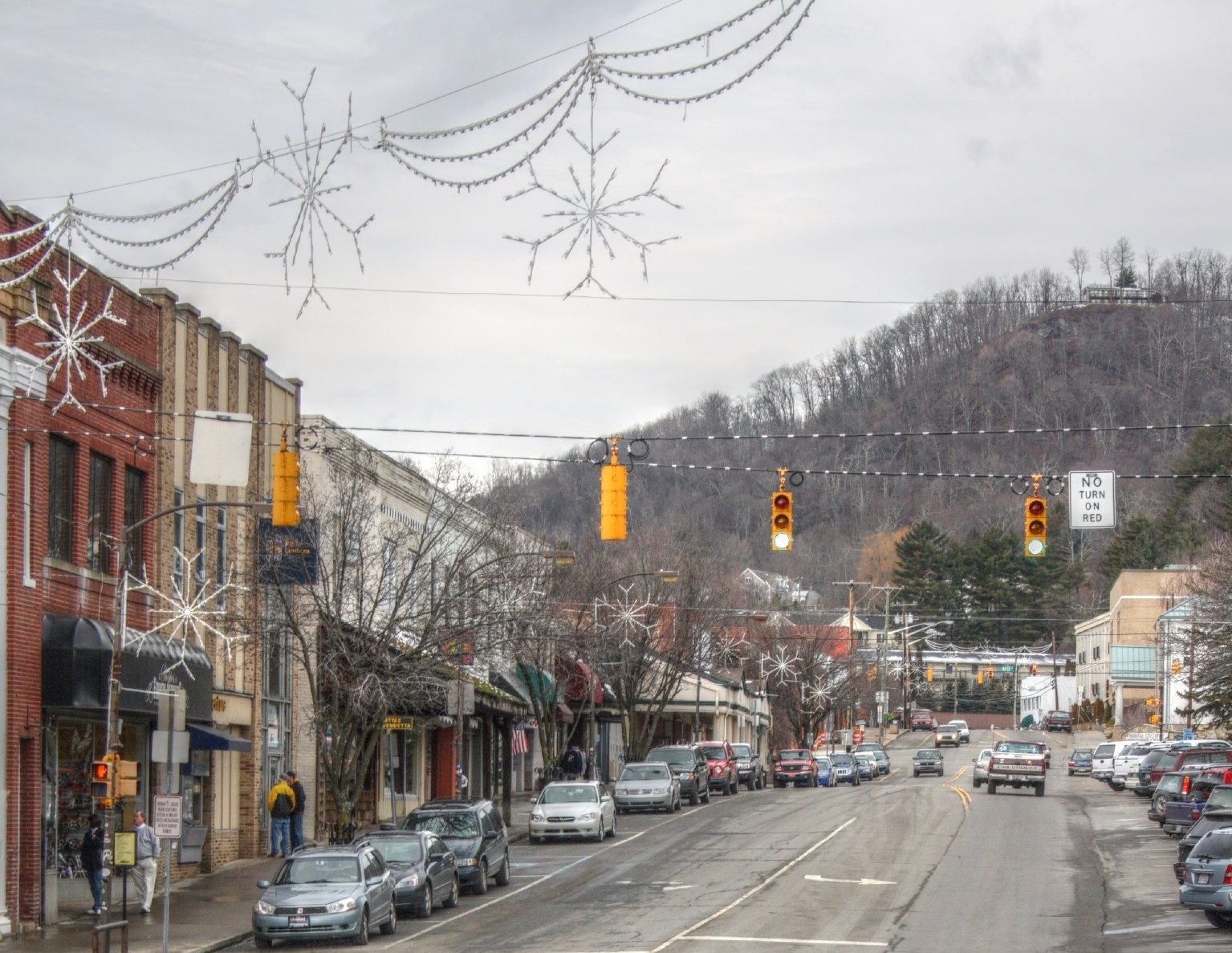
King Street in Boone

Boone is een plaats (town) in de Amerikaanse staat North Carolina, en valt bestuurlijk gezien onder Watauga County.

## Demografie
Bij de volkstelling in 2000 werd het aantal inwoners vastgesteld op 13.472.
In 2006 is het aantal inwoners door het United States Census Bureau geschat op 13.328, een daling van 144 (-1,1%).

## Geografie
Volgens het United States Census Bureau beslaat de plaats een oppervlakte van
15,1 km², geheel bestaande uit land. Boone ligt op ongeveer 962 m boven zeeniveau.

## Plaatsen in de nabije omgeving
De onderstaande figuur toont nabijgelegen plaatsen in een straal van 20 km rond Boone.